# Hesham Mesbah
Hesham Hasan Mesbah –en árabe, هشام حسن مصباح– (Alejandría, 17 de marzo de 1982) es un deportista egipcio que compitió en judo.
Participó en tres Juegos Olímpicos de Verano entre los años 2004 y 2012, obteniendo una medalla de bronce en la edición de Pekín 2008 en la categoría de –90 kg. En los Juegos Panafricanos consiguió dos medallas en los años 2007 y 2011.
Ganó una medalla en el Campeonato Mundial de Judo de 2009, y ocho medallas en el Campeonato Africano de Judo entre los años 2001 y 2012.

## Palmarés internacional
| Juegos Olímpicos    | Juegos Olímpicos             | Juegos Olímpicos  | Juegos Olímpicos |
| Año                 | Lugar                        | Medalla           | Categoría        |
| ------------------- | ---------------------------- | ----------------- | ---------------- |
| 2008                | Pekín (China)                | Medalla de bronce | –90 kg           |
| Campeonato Mundial  |                              |                   |                  |
| Año                 | Lugar                        | Medalla           | Categoría        |
| 2009                | Róterdam (Países Bajos)      | Medalla de bronce | –90 kg           |
| Juegos Panafricanos |                              |                   |                  |
| Año                 | Lugar                        | Medalla           | Categoría        |
| 2007                | Argel (Argelia)              | Medalla de oro    | –90 kg           |
| 2011                | Maputo (Mozambique)          | Medalla de oro    | –90 kg           |
| Campeonato Africano |                              |                   |                  |
| Año                 | Lugar                        | Medalla           | Categoría        |
| 2001                | Trípoli (Libia)              | Medalla de bronce | –90 kg           |
| 2002                | El Cairo (Egipto)            | Medalla de bronce | –90 kg           |
| 2004                | Túnez (Túnez)                | Medalla de oro    | –90 kg           |
| 2005                | Puerto Elizabeth (Sudáfrica) | Medalla de plata  | –90 kg           |
| 2006                | Puerto Louis (Mauricio)      | Medalla de oro    | –90 kg           |
| 2008                | Agadir (Marruecos)           | Medalla de plata  | –90 kg           |
| 2009                | Puerto Louis (Mauricio)      | Medalla de oro    | –90 kg           |
| 2012                | Agadir (Marruecos)           | Medalla de oro    | –90 kg           |